# 忍坂大中姫

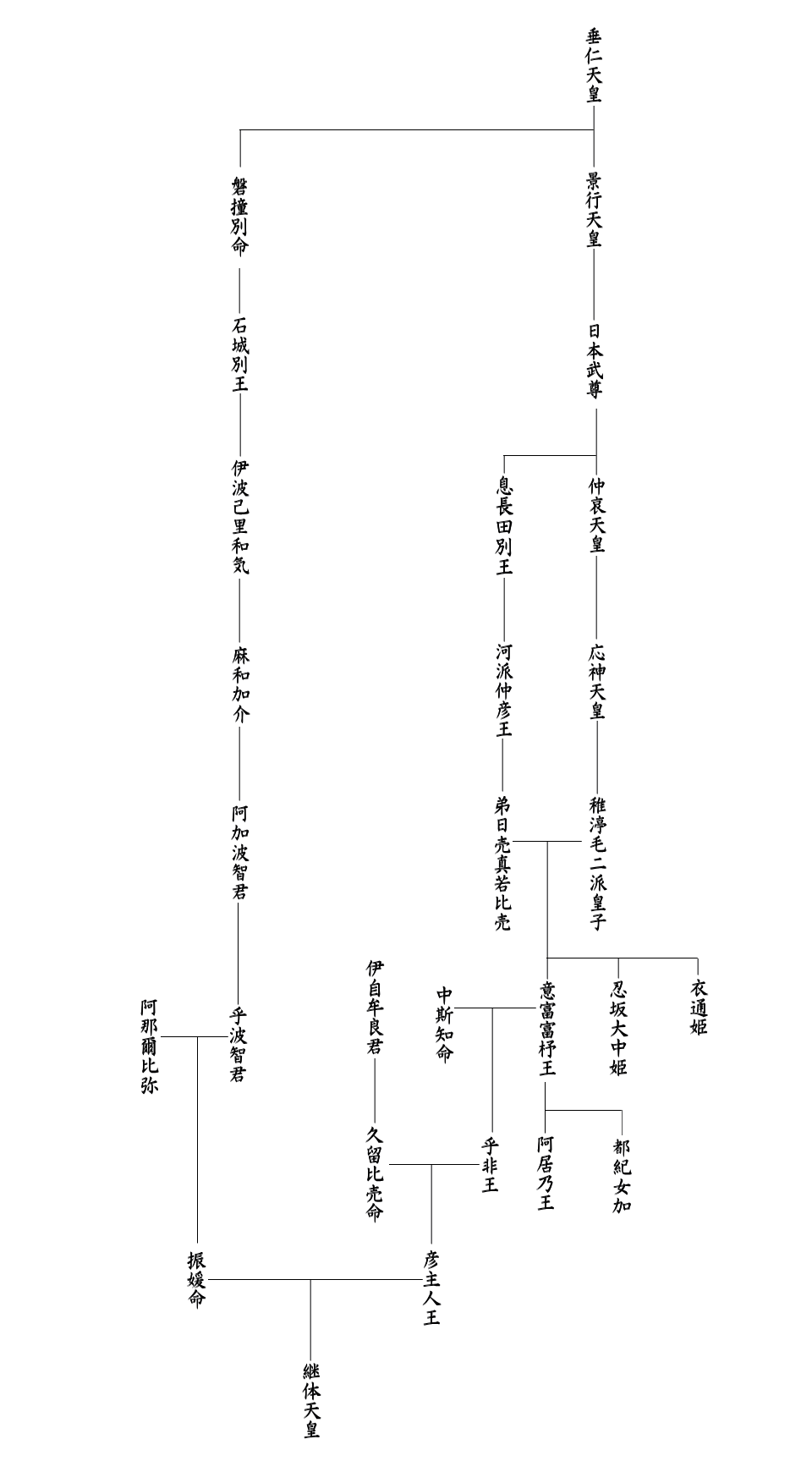
忍坂大中姫関係系図

忍坂大中姫（おしさかのおおなかつひめ、生没年不詳）は、第19代允恭天皇の皇后。木梨軽皇子（允恭天皇の皇太子）・第20代安康天皇・第21代雄略天皇の実母。第15代応神天皇は祖父にあたる。父は稚野毛二派皇子（応神天皇の皇子）。母は弟日売真若比売命（日本武尊の曾孫）。意富富杼王（第26代継体天皇の曾祖父）の同母妹。允恭天皇は夫であると同時に父方の従兄弟にもあたる。

## 生涯
日本書紀允恭紀に、允恭天皇2年2月14日に立后され、名代部として刑部（おっさかべ）が設定されたとある。このとき設定された名代部の一つが火葦北国（ひのあしきたのくに。熊本県八代・葦北地方）であるとする説がある。当地から阿蘇ピンク石という石材が産出しており、河内平野の古墳の石棺にこの石材が用いられていることから、何らかの関係があるとする見方もある。
忍坂大中姫は、名にこそ践坂（忍坂）と大和の地名を負っているが、『日本書紀』の允恭二年紀によれば、はじめ母と共に家に在ったというから、息長地方にいたと考えられる。このことは、允恭紀七年条によれば、妹の弟姫が「随母以在於近江坂田」とあるので、一層明らかである（息長は後の坂田郡内にあった）。
忍坂大中姫ら姉妹が允恭天皇の后妃となったことは、近江の地方豪族と天皇との婚姻の実例であり、景行天皇と美濃の地方豪族との結婚と比較して、はるかに信憑性の高い伝えである。そして、5世紀における天皇家の通婚圏が近江をも含めるものであったことがわかる。
皇后が未婚であった時代に、一人で苑で遊んでいると、傍の道を馬に乗った闘鶏国造が通りかかった。国造は「上手に庭を作れるのかね、お前」と嘲笑い、「さあ、戸母よ、そこの蘭を一本」などと無礼な発言をしたため、姫は「首よ、お前を忘れない」と言った。姫は後に皇后となると、無礼なはたらきをした国造を探しだして死罪にしようとしたが、国造が「私の罪は死に当たります。しかし、その時は貴いお方になられるとは知りませんでした」と弁解したため、皇后は死罪を赦して姓を稲置にしたとされる。
允恭天皇42年12月14日、安康天皇の即位と同日に皇太后となった。

## 系譜
- 父：稚野毛二派皇子
- 母：弟日売真若比売命
- 同母兄：意富富杼王
- 同母妹：衣通姫
- 夫：允恭天皇
  - 子：木梨軽皇子・名形大娘皇女・境黒彦皇子・安康天皇・軽大娘皇女・八釣白彦皇子・雄略天皇・但馬橘大娘皇女・酒見皇女

## 参考史料
- 太安万侶『古事記』
- 舎人親王『日本書紀』